# 혼조촌 (후쿠이현)
혼조촌(本荘村)은 일본 후쿠이현 사카이군에 설치되었던 촌이다. 현재의 아와라시, 사카이시의 일부에 해당한다.